# Юсефи, Харун
Харун Юсефи (родился в 1950 году в Кабуле) — афганский писатель, литературовед, поэт и переводчик, сатирик, педагог.

## Биография
Юсефи родился в 1950 году в интеллигентной семье. После окончания средней школы в Гази он поступил в Кабульский университет, где изучал персидскую литературу. После первого курса учёбы он отправился в МГУ, там изучал русскую литературу. После возвращения из СССР в 1976 году он преподавал западную литературу в Кабульском университете до 1990 года, когда мигрировал в Европу.
Юсефи перевёл более ста русских рассказов на персидский язык. Пьесы, которые он переводил с русского, ставились на сценах Кабула. Харун Юсефи опубликовал три сборника стихов. В последние годы он переориентировался на сатирическое творчество.
Как литературовед он консультировал Кабульское радио по соответствующей тематике, затем был назначен ответственным за программы по искусству и литературе. Он работал на радио в течение шести лет, пока не перешёл в Национальное телевидение Афганистана.
В 2012 году он получил премию поэта года от Ассоциации афганских писателей и поэтов в Нидерландах.
Он выступает и даёт интервью на различных афганских телешоу.